# King Kobra III
King Kobra III è il terzo album dei King Kobra, uscito nel 1988 per l'Etichetta discografica New Renaissance Records.

## Tracce
1. Mean Street Machine (Phillips, Appice, Jones) 4:26
2. Take it Off (Phillips, Free, Appice) 3:58
3. Walls of Silence (Northup) 5:23
4. Legends Never Die (Simmons, Micki Free, Mitchell) 5:04
5. Redline (Phillips, Appice, Jones) 4:07
6. Burning in Her Fire (Northup) 3:33
7. Perfect Crime (Nortrup, Edwards, Hicks, Hart) 3:56
8. It's My Life (Simmons, Stanley) 3:40
9. Number One (Thayer, St.James) 5:08

## Formazione
- Johnny Edwards - voce
- David Micheal Philips - chitarra, sintetizzatori, cori
- Jeff Northrup - chitarra, sintetizzatori, cori
- Larry Hart - basso, cori
- Carmine Appice - batteria, percussioni, cori

### Altri membri
- Peter Criss - cori nel brano "Take It Off"
- Johnny Rod - cori
- Steve Sacchi  - cori
- Mark Olson - cori
- Bryson Jones - cori
- Sarah Appice - cori
- Bob Spinella - cori
- David Flynn - cori